# Miedzianka, tỉnh Dolnośląskie
Miedzianka [mjɛˈd͡ʑaŋka] là một ngôi làng thuộc khu hành chính của Gmina Janowice Wielkie, thuộc huyện Jelenia Góra, Lower Silesian Voivodeship, ở phía tây nam Ba Lan.
Nó nằm cách Jelenia Góra khoảng 16 km (10 mi) về phía đông và cách thủ phủ khu vực Wrocław 82 km (51 mi) về phía tây của, và có dân số hơn tám mươi người.

## Lịch sử
Lịch sử của khu định cư bắt đầu vào thế kỷ 14, được biết đến với tên gọi là Kupferberg, được tách ra từ Waltersdorf (Mniszków). Nơi đây phát triển như một thị trấn khai thác đồng và nhận được "đặc quyền thành phố" vào năm 1519. Trong một thời gian, đây là nơi có khoảng 160 cơ sở khai thác và một số cơ sở luyện kim, nhưng sự bùng nổ này đã dừng lại vào cuối thế kỷ 16, vì các kỹ thuật không đủ đáp ứng khai thác thêm. Vào khoảng thế kỷ 17, khu vực khai thác ở Kupferberg bắt đầu phát triển trở lại, dưới sự bảo trợ của một chủ sở hữu mới, bá tước von Promnitz của Pszczyna. Thành phố đã hứng chịu nhiều vụ hỏa hoạn, vào năm 1637, 1643, 1728 và 1824. Vào đầu thế kỷ 18, Kupferberg có một văn phòng khai thác của khu vực. Ngoài khai thác, thị trấn còn có một nhà máy bia nổi tiếng, và từ giữa thế kỷ 19, nó đã trở thành một điểm du lịch nổi tiếng, được biết đến là thị trấn có vị trí cao thứ hai trong dãy núi Sudeten.
Sau khi đổi tên thành Miedzianka, nó trở thành địa điểm của một hoạt động khai thác bí mật của Hồng quân, vì các chuyên gia Liên Xô dự kiến sẽ phát triển một mỏ uranium ở đó. Từ năm 1949 đến những năm 1950, khoảng 600 tấn uranium đã được gửi từ Miedzianka đến Liên Xô. Việc khai thác bừa bãi đã gây ra nhiều thiệt hại cho thị trấn, và khi các mỏ uranium tỏ ra không đủ để tiếp tục khai thác, nền kinh tế địa phương sụp đổ trong bối cảnh chính phủ cố gắng che giấu việc khai thác uranium. Mỏ được dán nhãn công khai là "nhà máy giấy"; Quân đội Ba Lan và Liên Xô và cảnh sát bí mật bảo vệ mỏ, và những người khai thác không thể giữ bí mật đã bị xử tử.
Vào cuối những năm 1960, một kế hoạch phá hủy Miedzianka đã bắt đầu, với việc phá hủy các tòa nhà được chọn và lệnh cấm sửa chữa những ngôi nhà còn lại. Khoảng năm 1972, hầu hết cư dân đã được tái định cư đến thị trấn Jelenia Góra. Tính đến  năm 2012, thị trấn Miedzianka chỉ có khoảng 80 cư dân.